# Цілочисельний квадратний корінь
Цілочисельний квадратний корінь (isqrt) із невід’ємного цілого числа n — це невід’ємне ціле число m, яке є найбільшим цілим числом, меншим або рівним квадратному кореню з n ,
{\displaystyle {\mbox{isqrt}}(n)=\lfloor {\sqrt {n}}\rfloor .}
Наприклад, {\displaystyle {\mbox{isqrt}}(27)=\lfloor {\sqrt {27}}\rfloor =\lfloor 5.19615242270663...\rfloor =5.}

## Вступне зауваження
Нехай {\displaystyle y} та {\displaystyle k} є цілими невід’ємними числами.
Алгоритми, які обчислюють (десяткове представлення) {\displaystyle {\sqrt {y}}} працюють вічно на кожному вході {\displaystyle y} який не є ідеальним квадратом.
Алгоритми, що обчислюють {\displaystyle \lfloor {\sqrt {y}}\rfloor } працюють не вічно. Проте вони можуть обчислювати {\displaystyle {\sqrt {y}}} з будь-якою бажаною точністю {\displaystyle k} .
Можна обрати будь-яке {\displaystyle k} і обчислити {\displaystyle \lfloor {\sqrt {y\times 100^{k}}}\rfloor } .
Наприклад (нехай {\displaystyle y=2} ):
{\displaystyle {\begin{aligned}&k=0:\lfloor {\sqrt {2\times 100^{0}}}\rfloor =\lfloor {\sqrt {2}}\rfloor =1\\&k=1:\lfloor {\sqrt {2\times 100^{1}}}\rfloor =\lfloor {\sqrt {200}}\rfloor =14\\&k=2:\lfloor {\sqrt {2\times 100^{2}}}\rfloor =\lfloor {\sqrt {20000}}\rfloor =141\\&k=3:\lfloor {\sqrt {2\times 100^{3}}}\rfloor =\lfloor {\sqrt {2000000}}\rfloor =1414\\&...\\&k=8:\lfloor {\sqrt {2\times 100^{8}}}\rfloor =\lfloor {\sqrt {20000000000000000}}\rfloor =141421356\\&...\\\end{aligned}}}
Порівняйте результати з {\displaystyle {\sqrt {2}}=1.41421356237309504880168872420969807856967187537694...}
Виявляється, що множення входу алгоритму на {\displaystyle 100^{k}} дає точність {\displaystyle k} десяткових цифр. 
Щоб обчислити (повне) десяткове представлення {\displaystyle {\sqrt {y}}}, можна виконати {\displaystyle {\mbox{isqrt}}(y)} нескінченну кількість разів, збільшуючи {\displaystyle y} в 100 разів при кожному проході.
Припустимо, що в наступній програмі ( {\displaystyle {\mbox{sqrtForever}}} ) процедура {\displaystyle {\mbox{isqrt}}(y)} вже визначена, і — заради аргументації — що всі змінні можуть містити цілі числа необмеженої величини.

Тоді {\displaystyle {\mbox{sqrtForever}}(y)} надрукує повне десяткове представлення {\displaystyle {\sqrt {y}}}.
```
// Друкує sqrt(y) без зупинки

void
 
sqrtForever
(
 
unsigned
 
int
 
y
 
)

{

	
unsigned
 
int
 
result
 
=
 
isqrt
(
 
y
 
);

	
printf
(
 
"%d."
,
 
result
 
);
	
// print result, followed by a decimal point

	
while
(
 
true
 
)
	
// повторюється вічно  ...

	
{

		
y
 
=
 
y
 
*
 
100
;
	
// теоретичний приклад: переповнення ігнорується

		
result
 
=
 
isqrt
(
 
y
 
);

		
printf
(
 
"%d"
,
 
result
 
%
 
10
 
);
	
// надрукувати останню цифру результата

	
}

}

```

Висновок полягає в тому, що алгоритми, які обчислюють isqrt(), обчислювально еквівалентні алгоритмам, які обчислюють sqrt().

## Основні алгоритми

### Алгоритм з використанням лінійного пошуку
Наступні програми мовою C є простими реалізаціями.
 

### Лінійний пошук

#### За допомогою додавання
У наведеній вище програмі (лінійний пошук, за зростанням) можна замінити множення на додавання, використовуючи еквівалентність
{\displaystyle (L+1)^{2}=L^{2}+2L+1=L^{2}+1+\sum _{i=1}^{L}2} .
```
// Цілочислельний квадратний корінь

// (лінійний пошук, за зростанням) використовуючи додавання

unsigned
 
int
 
isqrt
(
 
unsigned
 
int
 
y
 
)

{

	
unsigned
 
int
 
L
 
=
 
0
;

	
unsigned
 
int
 
a
 
=
 
1
;

	
unsigned
 
int
 
d
 
=
 
3
;

	
while
(
 
a
 
<=
 
y
 
)

	
{

		
a
 
=
 
a
 
+
 
d
;
	
// (a + 1)^2

		
d
 
=
 
d
 
+
 
2
;

		
L
 
=
 
L
 
+
 
1
;

	
}

	
return
 
L
;

}

```

#### За допомогою віднімання
Jarvis, (2006) опублікував метод отримання цілочисельного квадратного кореня з використанням виключно віднімання.

Розрахунок {\displaystyle {\mbox{isqrt}}(y)}, де {\displaystyle y} є невід’ємним цілим числом, є окремим випадком, який не потребує повного алгоритму. Досить наступної програми. 
```
// Цілочислельний квадратний корінь (використовуючи віднімання)

unsigned
 
int
 
isqrt
(
 
unsigned
 
int
 
y
 
)

{

	
unsigned
 
int
 
a
 
=
 
5
 
*
 
y
;

	
unsigned
 
int
 
b
 
=
 
0
;

	
while
(
 
a
 
>=
 
b
 
)

	
{

		
a
 
=
 
a
 
-
 
b
;

		
b
 
=
 
b
 
+
 
10
;

	
}

	
return
 
b
 
/
 
10
;

}

```

Числовий приклад
Наприклад, якщо обчислити {\displaystyle {\mbox{isqrt}}(200)} використовуючи метод «віднімання», отримуємо {\displaystyle [a,b]} послідовність
{\displaystyle {\begin{aligned}&[1000,0]\rightarrow [990,10]\rightarrow [980,20]\rightarrow [960,30]\rightarrow [930,40]\rightarrow [890,50]\rightarrow [840,60]\rightarrow [780,70]\rightarrow [710,80]\\&\rightarrow [630,90]\rightarrow [540,100]\rightarrow [440,110]\rightarrow [330,120]\rightarrow [210,130]\rightarrow [80,140].\end{aligned}}}
{\displaystyle 140/10=14=\lfloor {\sqrt {200}}\rfloor }
Це обчислення займає 14 кроків ітерації, як і лінійний пошук (за зростанням, починаючи з {\displaystyle 0} ).

### Алгоритм із використанням бінарного пошуку
Лінійний пошук послідовно перевіряє кожне значення, доки воно не досягне найменшого {\displaystyle x} де {\displaystyle x^{2}>y} .

Прискорення досягається за допомогою двійкового пошуку. Наступна програма мово C є реалізацією.
```
// Цілочисильний квадратний корінь (використовуючи бінарний пошук)

unsigned
 
int
 
isqrt
(
 
unsigned
 
int
 
y
 
)

{

	
unsigned
 
int
 
L
 
=
 
0
;

	
unsigned
 
int
 
M
;

	
unsigned
 
int
 
R
 
=
 
y
 
+
 
1
;

  
while
(
 
L
 
!=
 
R
 
-
 
1
 
)

  
{

    
M
 
=
 
(
L
 
+
 
R
)
 
/
 
2
;

		
if
(
 
M
 
*
 
M
 
<=
 
y
 
)

			
L
 
=
 
M
;

		
else

			
R
 
=
 
M
;

	
}

  
return
 
L
;

}

```

Числовий приклад
Наприклад, якщо обчислити {\displaystyle {\mbox{isqrt}}(2000000)} використовуючи двійковий пошук, можна отримати {\displaystyle [L,R]} послідовність
{\displaystyle {\begin{aligned}&[0,2000001]\rightarrow [0,1000000]\rightarrow [0,500000]\rightarrow [0,250000]\rightarrow [0,125000]\rightarrow [0,62500]\rightarrow [0,31250]\rightarrow [0,15625]\\&\rightarrow [0,7812]\rightarrow [0,3906]\rightarrow [0,1953]\rightarrow [976,1953]\rightarrow [976,1464]\rightarrow [1220,1464]\rightarrow [1342,1464]\rightarrow [1403,1464]\\&\rightarrow [1403,1433]\rightarrow [1403,1418]\rightarrow [1410,1418]\rightarrow [1414,1418]\rightarrow [1414,1416]\rightarrow [1414,1415]\end{aligned}}}
Це обчислення займає 21 крок ітерації, тоді як лінійний пошук (за зростанням, починаючи з {\displaystyle 0} ) потрібно 1414 кроків.

## Алгоритм з використанням методу Ньютона
Один спосіб розрахунку {\displaystyle {\sqrt {n}}} і {\displaystyle {\mbox{isqrt}}(n)} полягає у використанні методу Герона, який є окремим випадком методу Ньютона, щоб знайти розв’язок рівняння {\displaystyle x^{2}-n=0}, за даною ітераційною формулою
{\displaystyle {x}_{k+1}={\frac {1}{2}}\left(x_{k}+{\frac {n}{x_{k}}}\right),\quad k\geq 0,\quad x_{0}>0.}
Послідовність {\displaystyle \{x_{k}\}} сходиться квадратично до {\displaystyle {\sqrt {n}}} коли{\displaystyle k\to \infty } .

### Критерій зупинки
Можна довести  це {\displaystyle c=1} є найбільшим можливим числом, для якого критерій зупинки
{\displaystyle |x_{k+1}-x_{k}|<c}
забезпечує {\displaystyle \lfloor x_{k+1}\rfloor =\lfloor {\sqrt {n}}\rfloor } в наведеному вище алгоритмі.
У реалізаціях, які використовують числові формати, які не можуть точно представити всі раціональні числа (наприклад, з плаваючою комою), для захисту від помилок округлення слід використовувати константу зупинки, меншу за одиницю.

### Область обчислень
Хоча {\displaystyle {\sqrt {n}}} для багатьох {\displaystyle n} є ірраціональним, послідовність {\displaystyle \{x_{k}\}} містить лише раціональні значення, коли {\displaystyle x_{0}} є раціональним. Таким чином, за допомогою цього методу немає необхідності виходити з поля раціональних чисел для обчислення {\displaystyle {\mbox{isqrt}}(n)}, факт, який має деякі теоретичні переваги.

### Використання тільки цілочисельного ділення
Для обчислень {\displaystyle \lfloor {\sqrt {n}}\rfloor } для дуже великих цілих чисел n можна використовувати евклідове ділення для обох операцій ділення. Це має перевагу в тому, що для кожного проміжного значення використовуються лише цілі числа, що робить непотрібним представлення великих чисел з плаваючою комою. Це еквівалентно використанню ітераційної формули
{\displaystyle {x}_{k+1}=\left\lfloor {\frac {1}{2}}\left(x_{k}+\left\lfloor {\frac {n}{x_{k}}}\right\rfloor \right)\right\rfloor ,\quad k\geq 0,\quad x_{0}>0,\quad x_{0}\in \mathbb {Z} .}
Використовуючи той факт, що
{\displaystyle \left\lfloor {\frac {1}{2}}\left(x_{k}+\left\lfloor {\frac {n}{x_{k}}}\right\rfloor \right)\right\rfloor =\left\lfloor {\frac {1}{2}}\left(x_{k}+{\frac {n}{x_{k}}}\right)\right\rfloor ,}
можна показати, що буде досягнуто {\displaystyle \lfloor {\sqrt {n}}\rfloor } протягом скінченної кількості ітерацій.
У оригінальній версії дано {\displaystyle {x}_{k}\geq {\sqrt {n}}} для {\displaystyle k\geq 1}, і {\displaystyle {x}_{k}>{x}_{k+1}} для {\displaystyle {x}_{k}>{\sqrt {n}}} . Отже, у цілочисельній версії є {\displaystyle \lfloor {x}_{k}\rfloor \geq \lfloor {\sqrt {n}}\rfloor } і {\displaystyle {x}_{k}\geq \lfloor {x}_{k}\rfloor >{x}_{k+1}\geq \lfloor {x}_{k+1}\rfloor } поки остаточне рішення {\displaystyle {x}_{s}} не буде досягнуто. Для остаточного рішення {\displaystyle {x}_{s}} виконується {\displaystyle \lfloor {\sqrt {n}}\rfloor \leq \lfloor {x}_{s}\rfloor \leq {\sqrt {n}}} і {\displaystyle \lfloor {x}_{s+1}\rfloor \geq \lfloor {x}_{s}\rfloor }, тому критерій зупинки такий {\displaystyle \lfloor {x}_{k+1}\rfloor \geq \lfloor {x}_{k}\rfloor }.
Однак, {\displaystyle \lfloor {\sqrt {n}}\rfloor } не обов’язково є нерухомою точкою наведеної вище ітераційної формули. Дійсно, можна показати, що {\displaystyle \lfloor {\sqrt {n}}\rfloor } є фіксованою точкою тоді і тільки тоді, коли {\displaystyle n+1} не є ідеальним квадратом. Якщо {\displaystyle n+1} є ідеальним квадратом, послідовність закінчується циклом з періодом два між {\displaystyle \lfloor {\sqrt {n}}\rfloor } і {\displaystyle \lfloor {\sqrt {n}}\rfloor +1} замість того, щоб сходитись.

### Приклад реалізації на C
```
// Ціллочисельний квадратний корінь

unsigned
 
int
 
int_sqrt
 
(
 
unsigned
 
int
 
s
 
)

{

	
unsigned
 
int
 
x0
 
=
 
s
 
/
 
2
;
			
// Початкова оцінка

	            			
// Уникнути переповнгення коли s є максимальним значенням, яке можна представити value

	
// Перевірка

	
if
 
(
 
x0
 
!=
 
0
 
)

	
{

		
unsigned
 
int
 
x1
 
=
 
(
 
x0
 
+
 
s
 
/
 
x0
 
)
 
/
 
2
;
	
// Оновлення

		

		
while
 
(
 
x1
 
<
 
x0
 
)
				
// Це також перевірка цикла

		
{

			
x0
 
=
 
x1
;

			
x1
 
=
 
(
 
x0
 
+
 
s
 
/
 
x0
 
)
 
/
 
2
;

		
}

		

		
return
 
x0
;

	
}

	
else

	
{

		
return
 
s
;

	
}

}

```

### Числовий приклад
Наприклад, якщо обчислити цілочисельний квадратний корінь з {\displaystyle 2000000} використовуючи наведений вище алгоритм, можна отримати послідовність
{\displaystyle {\begin{aligned}&1000000\rightarrow 500001\rightarrow 250002\rightarrow 125004\rightarrow 62509\rightarrow 31270\rightarrow 15666\rightarrow 7896\\&\rightarrow 4074\rightarrow 2282\rightarrow 1579\rightarrow 1422\rightarrow 1414\rightarrow 1414\end{aligned}}}
Загалом потрібно 13 кроків ітерації. Хоча метод Герона сходиться квадратично близько до розв’язку, на початку досягається менше ніж один біт точності на ітерацію. Це означає, що вибір початкової оцінки є критичним для продуктивності алгоритму.
Якщо доступне швидке обчислення для цілої частини двійкового логарифма або бітової довжини (наприклад, std::bit_width у C++20), краще починати з
{\displaystyle x_{0}=2^{\lfloor (\log _{2}n)/2\rfloor +1}} ,
що є найменшим ступенем двійки, більшим за {\displaystyle {\sqrt {n}}}. У прикладі цілочисельного квадратного кореня з {\displaystyle 2000000}, {\displaystyle \lfloor \log _{2}n\rfloor =20}, {\displaystyle x_{0}=2^{11}=2048}, а результуюча послідовність дорівнює
{\displaystyle 2048\rightarrow 1512\rightarrow 1417\rightarrow 1414\rightarrow 1414} .
У цьому випадку потрібні лише 4 кроки ітерації.

## Поцифровий алгоритм
Традиційний  ручний алгоритм для обчислення квадратного кореня {\displaystyle {\sqrt {n}}} заснований на роботі від старших розрядів до нижчих, і з кожною новою цифрою вибирається найбільша, яка все ще дасть квадрат {\displaystyle \leq n} . Якщо зупинитися після одиниці, обчисленим результатом буде цілочисельний квадратний корінь.

### Використання побітових операцій
При роботі в за основою 2 вибір цифри спрощується до числа між 0 («маленький кандидат») і 1 («великий кандидат»), а маніпуляції з цифрами можна виразити в термінах операцій двійкового зсуву. З * — це множення, << — зсув вліво, а >> — логічний зсув вправо, рекурсивний алгоритм для знаходження цілочисельного квадратного кореня з будь-якого натурального числа виглядає так:
```
def
 
integer_sqrt
(
n
:
 
int
)
 
->
 
int
:

  
assert
 
n
 
>=
 
0
,
 
"sqrt працює тільки для невід'ємних вхідних даних"

  
if
 
n
 
<
 
2
:

    
return
 
n

  
# Рекрсивний виклик:

  
small_cand
 
=
 
integer_sqrt
(
n
 
>>
 
2
)
 
<<
 
1

  
large_cand
 
=
 
small_cand
 
+
 
1

  
if
 
large_cand
 
*
 
large_cand
 
>
 
n
:

    
return
 
small_cand

  
else
:

    
return
 
large_cand

# еквівалентно:

def
 
integer_sqrt_iter
(
n
:
 
int
)
 
->
 
int
:

  
assert
 
n
 
>=
 
0
,
 
"sqrt працює тільки для невід'ємних вхідних даних"

  
if
 
n
 
<
 
2
:

    
return
 
n

  
# Find the shift amount. See also [[find first set]],

  
# shift = ceil(log2(n) * 0.5) * 2 = ceil(ffs(n) * 0.5) * 2

  
shift
 
=
 
2

  
while
 
(
n
 
>>
 
shift
)
 
!=
 
0
:

    
shift
 
+=
 
2

  
# Unroll the bit-setting loop.

  
result
 
=
 
0

  
while
 
shift
 
>=
 
0
:

    
result
 
=
 
result
 
<<
 
1

    
large_cand
 
=
 
(

      
result
 
+
 
1

    
)
 
# Same as result ^ 1 (xor), because the last bit is always 0.

    
if
 
large_cand
 
*
 
large_cand
 
<=
 
n
 
>>
 
shift
:

      
result
 
=
 
large_cand

    
shift
 
-=
 
2

  
return
 
result

```

Представлення традиційних ручних порозрядних алгоритмів включають різні оптимізації, яких немає в коді вище, зокрема трюк попереднього віднімання квадрата попередніх цифр, що робить непотрібним загальний крок множення. Див. Methods of computing square roots § Binary numeral system (base 2) для прикладу. 

## У мовах програмування
Деякі мови програмування мають явну операцію обчисленню цілочисельного квадратного кореня на додаток до загального випадку або можуть бути розширені бібліотеками для цієї мети.
- (isqrt x) : Common Lisp.[7]
- math.isqrt(x) : Python.[8]